# 法國國鐵BB 17000型電力機車
BB 17000型电力机车是法国阿尔斯通公司为法国国家铁路公司设计制造的一种干线电力机车，适用于供电制式为25千伏工频单相交流电的电气化铁路。BB 17000型机车以BB 25500型机车为基础，采用交—直流电传动、单电机转向架，轴式B-B，持续功率2,940千瓦，于1965年至1968年间共生产了105台。
BB 17000型机车于1966年在巴黎至勒阿佛尔的铁路投入运用，至2000年代末仍然担当以巴黎为中心的市郊通勤铁路列车的牵引任务，截至2007年已经有15台BB 17000型机车退役报废。